# Бадян
Бадян (словац. Baďan, угор. Bagyan) — село, громада в окрузі Банська Штявниця, Банськобистрицький край, Словаччина. Кадастрова площа громади — 15,09 км². Населення — 183 особи (за оцінкою на 31 грудня 2017 р.).
Перша згадка 1262 року як Badon. Історичні назви: з 1808 року — Baďany, з 1920 року — Baďan; угор. Bagyán.
JRD створено 1952 року.

## Населення
| Рік:            | 1994. | 2004.   | 2014.   | 2024.    |
| --------------- | ----- | ------- | ------- | -------- |
| Кількість осіб: | 230   | 222     | 203     | 148      |
| Різниця:        |       | -3,47 % | -8,55 % | -27,09 % |

| Рік:            | 2023. | 2024.   |
| --------------- | ----- | ------- |
| Кількість осіб: | 149   | 148     |
| Різниця:        |       | -0,67 % |